# Epistemología

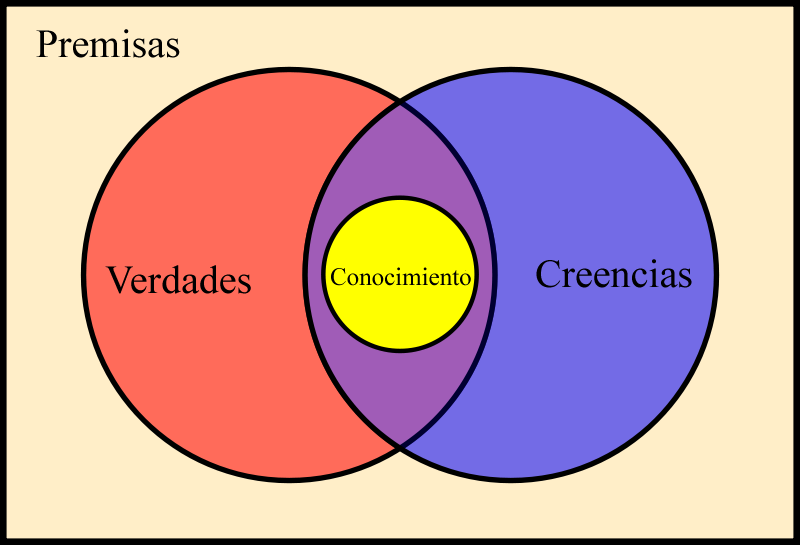
«La ciencia (ἐπιστήμη) es un juicio verdadero acompañado de razón (λόγος).» Platón. Teeteto, 202, b-c

La epistemología, del griego ἐπιστήμη ─epistḗmē («conocimiento justificado como verdad»)─ y λόγος ─lógos («estudio»)─, es la rama de la filosofía que estudia el conocimiento: su naturaleza, posibilidad, alcance y fundamentos. Algunos autores distinguen a la epistemología, de la gnoseología (estudio del conocimiento en general), al circunscribirla al conocimiento del tipo científico; otros, en cambio, consideran que el término «epistemología» ha ido ampliando su significado y lo utilizan como sinónimo de «teoría del conocimiento», sobre todo en el mundo anglosajón.
La epistemología estudia las circunstancias históricas, psicológicas y sociológicas que llevan a la obtención del conocimiento científico y los criterios por los cuales se lo justifica o invalida, así como la definición clara y precisa de los conceptos epistémicos más usuales, tales como verdad, objetividad, realidad o justificación. 
Algunas de las preguntas que pretende responder la epistemología son "¿Cómo conocemos?", "¿Cuáles son las fuentes del conocimiento?", "¿Cómo diferenciamos lo verdadero de lo falso?" y "¿Cuáles son los tipos de conocimiento?". El debate no se centra en un conocimiento específico, sino en la forma en cómo conocemos.
Generalmente, los debates en la epistemología se agrupan en torno a cuatro áreas centrales:
1. El análisis filosófico de la naturaleza del conocimiento y las condiciones requeridas para que una creencia haga parte del conocimiento, como la verdad y la justificación.
2. Recursos potenciales del conocimiento y creencias justificadas como la percepción, la razón, la memoria y el testimonio.
3. La estructura del conocimiento o de la creencia justificada incluyendo si todas las creencias justificadas deberían derivarse de creencias originales justificadas o si la justificación requiere solo un conjunto coherente de creencias.
4. Escepticismo filosófico, el cual cuestiona la posibilidad del conocimiento y problemas relacionados como si el escepticismo fuera una amenaza para nuestro conocimiento común y si es posible refutar argumentos escépticos.

Las teorías del conocimiento específicas son también consideradas parte de la epistemología, por ejemplo la epistemología de las ciencias físicas, de las ciencias sociales o de las psicología.

## Límites con otras disciplinas

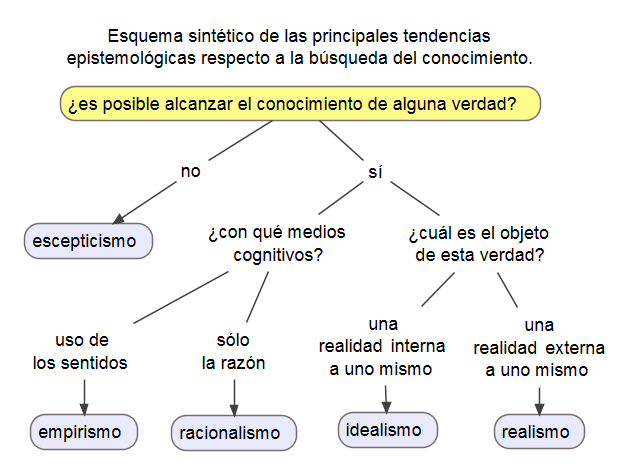
Esquema sintético de las principales tendencias epistemológicas respecto a la búsqueda del conocimiento.

No se debe confundir a la epistemología con:
- La gnoseología. Muchos autores franceses e ingleses identifican el término «epistemología» con lo que en español se denomina «gnoseología» o «teoría del conocimiento», rama de la filosofía que se ocupa del conocimiento en general: el ordinario, el filosófico, el científico, el matemático, etc. De hecho, la palabra inglesa epistemology se traduce al español como «gnoseología». Esto, porque se considera que la epistemología se restringe al conocimiento científico.[3]
- La filosofía de la ciencia. La epistemología también se suele identificar con la filosofía de la ciencia, pero se puede considerar a esta última como más amplia que la epistemología. Algunas suposiciones que son discutidas en el marco de la filosofía de la ciencia no son cuestionadas por la epistemología, o bien se considera que no influyen en su objeto de estudio. Por ejemplo, la pregunta metafísica de si existe una realidad objetiva que pueda ser estudiada por la ciencia, o si se trata de una ilusión de los sentidos, es de interés en la filosofía de la ciencia, pero muchos epistemólogos parten de que sí existe, o bien consideran que su respuesta afirmativa o negativa es indiferente para la existencia de métodos de obtención de conocimiento o de criterios de validación de los mismos.
- La metodología. También se puede diferenciar a la epistemología de una tercera disciplina, más restringida que ella: la metodología. El metodólogo no pone en tela de juicio el conocimiento ya aceptado como válido por la comunidad científica sino que se concentra en la búsqueda de estrategias para ampliar el conocimiento. Por ejemplo, la importancia de la estadística está fuera de discusión para el metodólogo, pues constituye un camino para construir nuevas hipótesis a partir de datos y muestras. En cambio, el epistemólogo a la vez podría cuestionar el valor de esos datos y muestras y de la misma estadística o conocimiento.

## Conceptos

### Conocimiento
Casi todos los debates en epistemología están relacionados de alguna manera con el conocimiento. En general, el "conocimiento" es una familiaridad, conciencia o comprensión de alguien o algo, que puede incluir hechos (conocimiento proposicional), habilidades (conocimiento procedimental) u objetos (conocimiento por conocimiento). Los filósofos suelen establecer una importante distinción entre tres sentidos diferentes de "conocer" algo: "saber que" (conocer la verdad de las proposiciones), "saber cómo" (entender cómo realizar ciertas acciones), y "conocer por conocimiento" (percibir directamente un objeto, estar familiarizado con él, o entrar en contacto con él). La epistemología se ocupa principalmente de la primera de estas formas de conocimiento, el conocimiento proposicional. Los tres sentidos de "conocer" pueden verse en nuestro uso ordinario de la palabra. En matemáticas, se puede saber que 2 + 2 = 4, pero también se puede saber «cómo» sumar dos números, y conocer a una «persona» (por ejemplo, conocer a otras personas, o conocerse a sí mismo), «lugar» (por ejemplo, la ciudad natal de uno), «cosa» (por ejemplo, los coches), o «actividad» (por ejemplo, la adición). Aunque estas distinciones no son explícitas en inglés, sí lo son en otros idiomas, como el francés, el portugués, el español, el rumano, el alemán y el holandés (aunque se ha dicho que algunos idiomas relacionados con el inglés conservan estos verbos, como el Scots). En escocés, la distinción es entre wit y ken. En francés, portugués, español, rumano, alemán y holandés 'conocer (a una persona)' se traduce por connaître, conhecer, conocer, a cunoaște y kennen (tanto en alemán como en holandés) respectivamente, mientras que 'saber (cómo hacer algo)' se traduce por savoir, saber (tanto en portugués como en español), a şti, wissen y weten. El griego moderno tiene los verbos γνωρίζω (gnorízo) y ξέρω (kséro). El italiano tiene los verbos conoscere y sapere y los sustantivos para 'conocimiento' son conoscenza y sapienza. El alemán tiene los verbos wissen y kennen; el primero implica conocer un hecho, el segundo conocer en el sentido de estar familiarizado y tener un conocimiento práctico de; también hay un sustantivo derivado de kennen, a saber, Erkennen, del que se ha dicho que implica un conocimiento en forma de reconocimiento o de toma de conciencia. El verbo mismo implica un proceso: hay que pasar de un estado a otro, de un estado de "no-erkennen" a un estado de verdadero erkennen. Este verbo parece el más apropiado para describir la "episteme" en una de las lenguas europeas modernas, de ahí el nombre alemán "Erkenntnistheorie". La interpretación teórica y el significado de estas cuestiones lingüísticas siguen siendo controvertidos.
En su artículo On Denoting y en su posterior libro Problems of Philosophy, Bertrand Russell prestó mucha atención a la distinción entre "Conocimiento declarativo" y "Conocimiento por conocido". A Gilbert Ryle se le atribuye igualmente el haber prestado más atención a la distinción entre el saber cómo y el saber que en El concepto de la mente. En Personal Knowledge, Michael Polanyi defiende la relevancia epistemológica del conocimiento cómo y del conocimiento que; utilizando el ejemplo del acto de equilibrio que supone montar en bicicleta, sugiere que el conocimiento teórico de la física implicada en el mantenimiento del estado de equilibrio no puede sustituir al conocimiento práctico de cómo montar, y que es importante entender cómo se establecen y fundamentan ambos. Esta posición es esencialmente la de Ryle, quien argumentaba que no reconocer la distinción entre "conocimiento que" y "conocimiento cómo" conduce a la regresión infinita.

#### Conocimientoa prioriya posteriori
Una de las distinciones más importantes en epistemología es entre lo que se puede conocer a priori (independientemente de la experiencia) y lo que se puede conocer a posteriori (a través de la experiencia). Los términos tienen su origen en los métodos analíticos del Organon de Aristóteles, y pueden definirse a grandes rasgos como sigue:
- A priori el conocimiento es el que se conoce independientemente de la experiencia (es decir, es no empírico, o se llega a él antes de la experiencia, normalmente por la razón). En adelante, se adquirirá por medio de cualquier cosa que sea independiente de la experiencia.
- El conocimiento A posteriori es el conocimiento que se conoce por la experiencia (es decir, es empírico, o se llega a él a través de la experiencia).

Las opiniones que enfatizan la importancia del conocimiento a priori se clasifican generalmente como racionalistas. Los puntos de vista que enfatizan la importancia del conocimiento a posteriori se clasifican generalmente como empiristas. 
La distinción entre ambos conceptos fue especialmente abordada por Kant, al clasificar a los juicios en analíticos a priori (que son explicativos y tautológicos), sintéticos a posteriori (contingentes, en los que el predicado no está contenido en el sujeto) y sintéticos a priori (necesarios y universalmente válidos).

### Creencia
Uno de los conceptos centrales de la epistemología es la creencia. Una creencia es una actitud que una persona mantiene con respecto a cualquier cosa que toma como verdadera. Por ejemplo, creer que la nieve es blanca es comparable a aceptar la verdad de la proposición "la nieve es blanca". Las creencias pueden ser ocurrentes (por ejemplo, una persona que piensa activamente "la nieve es blanca"), o pueden ser disposicionales (por ejemplo, una persona que si se le pregunta por el color de la nieve afirma "la nieve es blanca"). Aunque no hay un acuerdo universal sobre la naturaleza de la creencia, la mayoría de los filósofos contemporáneos sostienen la opinión de que una disposición para expresar la creencia B califica como la celebración de la creencia B. Hay varias formas diferentes en que los filósofos contemporáneos han tratado de describir las creencias, incluyendo como representaciones de formas en que el mundo podría ser (Jerry Fodor), como disposiciones para actuar como si ciertas cosas fueran verdaderas (Roderick Chisholm), como esquemas interpretativos para dar sentido a las acciones de alguien (Daniel Dennett y Donald Davidson), o como estados mentales que cumplen una función particular (Hilary Putnam). Algunos también han intentado ofrecer revisiones significativas a nuestra noción de creencia, incluyendo el Eliminativismo sobre la creencia que argumentan que no hay ningún fenómeno en el mundo natural que corresponda a nuestro concepto de creencia de la psicológica popular (Paul Churchland) y la epistemólogos formales que pretenden reemplazar nuestra noción bivalente de creencia ("o tengo una creencia o no tengo una creencia") con la noción más permisiva, más permisiva y probabilística ("hay todo un espectro de grados de creencia, no una simple dicotomía entre creencia y no creencia").
Mientras que la creencia juega un papel importante en los debates epistemológicos en torno al conocimiento y la justificación, también tiene muchos otros debates filosóficos por derecho propio. Entre los debates más destacados se encuentran: "¿Cuál es la forma racional de revisar las propias creencias cuando se presentan diversos tipos de pruebas?"; "¿Está el contenido de nuestras creencias totalmente determinado por nuestros estados mentales, o los hechos relevantes tienen alguna relación con nuestras creencias (por ejemplo: Si creo que tengo un vaso de agua en la mano, ¿el hecho no mental de que el agua es H2O forma parte del contenido de esa creencia?"; "¿Cómo de finas o gruesas son nuestras creencias?"; y "¿Debe ser posible que una creencia sea expresable en el lenguaje, o hay creencias no lingüísticas?".

### Verdad
La verdad es la propiedad o el estado de estar de acuerdo con los hechos o la realidad. En la mayoría de los puntos de vista, la verdad es la correspondencia del lenguaje o el pensamiento con un mundo independiente de la mente. Esto se llama la teoría correspondentista de la verdad. Entre los filósofos que piensan que es posible analizar las condiciones necesarias para el conocimiento, prácticamente todos aceptan que la verdad es tal condición. Hay mucho menos acuerdo sobre la medida en que un conocedor debe saber por qué algo es verdadero para poder conocer. Según estos puntos de vista, que algo sea conocido implica que sea verdadero. Sin embargo, esto no debe confundirse con el punto de vista más polémico de que uno debe saber que uno sabe con el fin de conocer (la Principio KK).
Los epistemólogos discrepan sobre si la creencia es la única portadora de la verdad. Otras sugerencias comunes para las cosas que pueden llevar la propiedad de ser verdad incluyen proposiciones, sentencias, pensamientos, enunciados, y juicios. Platón, en su Gorgias, sostiene que la creencia es el portador de la verdad más comúnmente invocado.
Muchos de los debates en torno a la verdad se encuentran en la encrucijada de la epistemología y la lógica. Algunos debates contemporáneos en torno a la verdad son: ¿Cómo definimos la verdad? ¿Es posible siquiera dar una definición informativa de la verdad? ¿Qué cosas son portadoras de verdad y, por tanto, son capaces de ser verdaderas o falsas? ¿Son la verdad y la falsedad bivalentes, o hay otros valores de verdad? ¿Cuáles son los criterios de verdad que nos permiten identificarla y distinguirla de la falsedad? ¿Qué papel juega la verdad en la constitución del conocimiento? ¿Y es la verdad absoluta, o es meramente relativa a la propia perspectiva?.

### Justificación
Tal y como se utiliza el término "justificación" en epistemología, una creencia está justificada si uno tiene buenas razones para mantenerla. En términos generales, la justificación es la "razón" por la que alguien sostiene una creencia racionalmente admisible, suponiendo que es una "buena razón" para sostenerla. Las fuentes de justificación pueden ser la experiencia perceptiva (la evidencia de los sentidos), la razón y el testimonio autorizado, entre otras. Sin embargo, es importante señalar que el hecho de que una creencia esté justificada no garantiza que la creencia sea verdadera, ya que una persona podría estar justificada al formar creencias basadas en pruebas muy convincentes que, sin embargo, fueran engañosas.
En el Teeteto (diálogo) de Platón, Sócrates considera una serie de teorías sobre lo que es el conocimiento, excluyendo primero la creencia meramente verdadera como una explicación adecuada. Por ejemplo, un enfermo sin formación médica, pero con una actitud generalmente optimista, podría creer que se recuperará rápidamente de su enfermedad. Sin embargo, aunque esta creencia resultara verdadera, el paciente no habría sabido que se recuperaría, ya que su creencia carecía de justificación. El último relato que considera Platón es que el conocimiento es una creencia verdadera "con un relato" que la explica o define de alguna manera. Según Edmund Gettier, el punto de vista que Platón está describiendo aquí es que el conocimiento es creencia verdadera justificada. La verdad de este punto de vista implicaría que para saber que una proposición dada es verdadera, uno no solo debe creer la proposición verdadera relevante, sino que también debe tener una buena razón para hacerlo. Una implicación de esto sería que nadie obtendría conocimiento solo por creer algo que resulta ser cierto.

### Falsabilidad
En filosofía de la ciencia, la falsabilidad o refutabilidad es la capacidad de una teoría o hipótesis de ser sometida a potenciales pruebas que la contradigan. Es uno de los dos pilares del método científico, siendo la reproducibilidad el otro.  
Según el falsacionismo, toda proposición científica válida debe ser susceptible de ser falsada o refutada. Una de sus principales implicaciones es que la corroboración experimental de una teoría científicamente «probada» —aun la más fundamental de ellas— se mantiene siempre abierta a escrutinio.

### Revolución científica
En epistemología e historia de la ciencia, una revolución científica es el momento en que la producción científica deja de reproducir los esquemas de la denominada ciencia normal y se produce un cambio de paradigma científico.

## Historia

### Edad Antigua
La epistemología encuentra ya sus primeras formas en la Antigua Grecia, inicialmente en filósofos como Parménides o Platón. Para los antiguos griegos, el tipo de conocimiento llamado episteme se oponía al conocimiento denominado doxa. La doxa era el conocimiento vulgar u ordinario del ser humano, no sometido a una rigurosa reflexión crítica. La episteme era el conocimiento reflexivo elaborado con rigor. De ahí que el término «epistemología» se haya utilizado con frecuencia como equivalente a «ciencia o teoría del conocimiento».
Para Platón, primero surgen las formas y luego los objetos del mundo sensible, mientras que para Aristóteles vienen estos objetos previamente a las formas, este es un concepto que los seres humanos hemos formado a partir de la experiencia sensible.
Para Aristóteles, precursor de la teoría del conocimiento, todo conocimiento nace de la experiencia sensible, la experiencia que obtenemos a través de los sentidos, del contacto con la realidad (realismo). No podemos tener conocimiento del mundo si no tenemos contacto directo con él y si luego no interviene la inteligencia (intelectualismo).

### Renacimiento
La epistemología propiamente dicha comienza en el Renacimiento. El conocimiento científico aparecerá en ella como conocimiento, análisis y síntesis de los fenómenos, es decir, de la apariencia o manifestación de la realidad en la experiencia humana. Los momentos más importantes de la maduración de esta metodología de la ciencia como crítica racional de los fenómenos de experiencia están representados por Kepler (1571-1631) y Galileo Galilei (1564-1642), Francis Bacon (1561-1626), René Descartes (1596-1650), Isaac Newton (1642-1727), Locke (1632-1704), Leibniz (1646-1716) y Kant. Novum Organum y Gran instauración de las ciencias de Bacon, Discurso del método de Descartes, Reforma del entendimiento de Spinoza y Búsqueda de la verdad de Malebranche ofrecen observaciones interesantes para el epistemólogo, aunque propiamente no pueden considerarse como obras de epistemología. Sí se acercan más al sentido actual de la epistemología el libro IV de Ensayo sobre la inteligencia humana de Locke y en especial la respuesta que le da Leibniz en Nuevos Ensayos. En el siglo XVIII, la obra que mejor predice lo que será posteriormente la epistemología es Discurso preliminar a la Enciclopedia, de D'Alembert.

### Edad Moderna
Los siglos XVII y XVIII fueron la edad de la epistemología, porque fue entonces cuando Descartes introdujo lo que se suele llamar la "búsqueda de certeza", tratando de hallar una base segura para el conocimiento, empresa en la cual fue seguida a su vez por otros filósofos de ese periodo.
Immanuel Kant estudió la teoría del conocimiento para intentar averiguar si era posible reconstruir la metafísica como ciencia, realizando así una suspensión de juicio humano (epojé o epogé) que le permitiese saber:
- ¿Qué puedo saber? → Metafísica
- ¿Qué debo hacer? → Ética
- ¿Qué me está permitido esperar? → Religión

Para saber así qué límites y posibilidades tiene el hombre en estos tres campos. Para llevar a cabo su propósito escribe la Crítica de la razón pura.

### SigloXIX
A comienzos del siglo XIX se consideran precursores el segundo volumen de La filosofía del espíritu humano (1814) de Dugald Stewart, Curso de filosofía positiva (a partir de 1826) de Augusto Comte y Discurso preliminar al estudio de la filosofía natural (1830) de John Herschel.
Las dos obras fundamentales con las que, aunque no existiera la palabra epistemología, empezó a desarrollarse el contenido de lo que hoy se llama así propiamente fueron Wissenschaftslehre (1837), de Bernard Bolzano, y Filosofía de las ciencias inductivas (1840) de William Whewell. La palabra Wissenschaftslehre, que Bolzano menciona al comienzo de su obra, corresponde en alemán a lo que quiere decir en un castellano inspirado en el griego «epistemología», «teoría de la ciencia». Sin embargo, ambos vocablos, el alemán y el castellano (o el inglés epistemology), no son exactamente sinónimos, ya que el primero ha conservado de sus orígenes más antiguos un sentido más amplio que el que ha tomado el segundo, que se forjó para designar una disciplina más estricta. A pesar de que en la segunda mitad de su obra abarque un campo más amplio, Bolzano considera la palabra Wissenschaftslehre en un sentido más concreto, aquel en que Wissenschaft designa propiamente el conocimiento científico, excluyendo cualquier otra forma de conocimiento. Con minuciosidad y rigor, su estudio se centra en nociones fundamentales de la lógica y anticipa algunos de los problemas de la metalógica actual.
Las investigaciones de Whewell inauguran el método histórico-crítico, pero ante la amplitud que exigía su tarea separó los dos métodos y publicó primero la Historia, que sirvió de base a lo que poco después será la Filosofía de las ciencias inductivas; Whewell se preocupó de mantener siempre un estrecho contacto entre ambas disciplinas, como indica el título completo de la segunda obra, Philosophy of the inductive sciences, founded upon their history (Filosofía de las ciencias inductivas, basada en su historia). De la escala de las ciencias intenta deducir, para cada una de ellas, las ideas fundamentales sobre las que se basan y los procedimientos mediante los que se construyen. Dos de las obras epistemológicas más significativas siguiendo el camino abierto por Whewell fueron Essai sur les fondements de la connaissance humaine et sur les caractères de la critique philosophique (Ensayo sobre los fundamentos del conocimiento humano y las características de la crítica filosófica, 1851) y Traité de l´enchaînement des idées fondamentales dans les sciences et dans l´histoire (Tratado sobre la vinculación de ideas fundamentales en ciencia e historia, 1861), de Antoine Augustin Cournot. Uno de sus méritos principales fue haber colocado en primer plano de la epistemología la idea de azar, durante mucho tiempo considerada opuesta a la idea de ley y ajena a la ciencia, y la célebre definición que dio de este concepto: la intersección de dos series causales independientes. De esta manera parece haber presentido la gran importancia que iban a adquirir en la ciencia contemporánea los datos estadísticos y las probabilidades.
En el siglo XIX se encuentran también otros numerosos intentos de epistemología científica, que continúan la línea empirista-positivista que en el siglo XVIII había sido continuada por Euler, en Alemania, o D´Alembert, en Francia. El positivismo decimonónico clásico estuvo representado por Augusto Comte (1798-1857), John Stuart Mill (1806-1873), John Herschel (1792-1871), William Whewell (1794-1866) y por el biólogo Herbert Spencer (1820-1903). Posteriormente fue continuado por el empiriocriticismo de Richard Avenarius (1843-1896) y Ernst Mach (1838-1916), y ya a finales del siglo XIX y principios del siglo XX, por Henri Poincaré (1854-1912), Pierre Duhem (1816-1916) y Emile Meyerson (1859-1933), autores todos ellos relacionados por continuación o reacción con el empiriocriticismo.

### SigloXX
En el siglo XX, la epistemología científica queda agrupada en tres grandes escuelas o generaciones: el neopositivismo lógico, el racionalismo crítico y el pospopperianismo. El neopositivismo lógico tuvo en Bertrand Russell (1872-1970) y Ludwig Wittgenstein (1889-1951) sus dos principales predecesores. Bajo su influencia, se formó en los años veinte del pasado siglo el llamado Círculo de Viena, con el que el positivismo se transforma en neopositivismo lógico y toma cuerpo la primera gran escuela de epistemología científica en el siglo XX. Los miembros más representativos de esta escuela fueron Moritz Schlick (1882-1936), Otto Neurath (1882-1945), Herbert Feigl (1902), Félix Kaufmann (1895) y Rudolf Carnap (1891-1970). En el Congreso sobre epistemología de la ciencia natural, en el año 1929, fue elegido Schlick como presidente del Círculo.
En Berlín se formó pronto un nuevo centro de neopositivismo lógico a ejemplo del de Viena, cuyos principales representantes fueron Hans Reichenbach (1891-1953), Kurt Grelling y Walter Dubislav (1895-1937). En 1931, Rudolf Carnap propició la creación de otro centro de neopositivismo en Praga y el filósofo inglés A. J. Ayer (1910) introdujo el neopositivismo lógico en Inglaterra. En el escrito programático del año 1929 hacían la siguiente clasificación de los nombres que habían conducido hasta él: «1. Positivismo y empirismo: Hume, Ilustración, Comte, Mill, Richard Avenarius, Mach. 2. Fundamentos, objetivos y métodos de las ciencias empíricas (hipótesis en Física, Geometría, etc.): Helmholtz, Riemann, Mach, Poincaré, Enriques, Duhem, Boltzmann, Einstein. 3. Logística y su aplicación a la realidad: Leibniz, Peano, Frege, Schroder, Russell, Whitehead, Wittgenstein. 4. Axiomática: Pasch, Peano, Vailati, Pieri, Hilbert. 5. Eudemonismo y sociología positivista: Epicuro, Hume, Bentham, Mill, Comte, Feuerbach, Marx, Spencer, Muller-Lyer, Popper-Lynkeus, Carl Menger (padre)».
En segundo lugar está el racionalismo crítico, la epistemología de K. Popper. El racionalismo crítico se entiende como reacción crítica ante las directrices fundamentales de la epistemología del neopositivismo lógico. El racionalismo crítico discutirá las principales tesis del Círculo de Viena e instaurará una nueva escuela de teoría de la ciencia que, desde 1934, en que publica Popper su primera obra, se irá haciendo poco a poco predominante e influirá en la evolución posterior de los autores del Círculo, por ejemplo en el mismo Carnap o en Reichenbach. Entre los muchos discípulos de Popper pueden citarse a Hans Albert o a John Watkins. La importancia de las teorías popperianas se ha dejado notar en toda la teoría de la ciencia de los años 50 y 60, e incluso en la actualidad, bien sea como aceptación de las mismas, bien para construir otras nuevas a partir de él.
En tercer lugar se encuentran los autores llamados pospopperianos. Se caracterizan por presentar epistemologías que, bien inspiradas preferentemente en el positivismo, bien en Popper, no se identifican totalmente con ninguno de estos dos sistemas, aunque se vean siempre seriamente influidas por ellos. Entre los principales autores pospopperianos cabe citar a T. S. Kuhn, P. K. Feyerabend, I. Lakatos y N. R. Hanson.

## Etimología
La palabra epistemología deriva del griego antiguo epistēmē, que significa «conocimiento», y del sufijo -logia, que significa «discurso lógico» (derivado de la palabra griega logos que significa «discurso»). La aparición de la palabra en inglés fue precedida por el término alemán Wissenschaftslehre (literalmente, teoría de la ciencia), que fue introducido por los filósofos Johann Fichte y Bernard Bolzano a finales del siglo XVIII. La palabra "epistemología" apareció por primera vez en 1847, en una reseña de la revista Eclectic Magazine de Nueva York. Se utilizó por primera vez como traducción de la palabra Wissenschaftslehre que aparece en una novela filosófica del autor alemán Jean Paul:

El título de una de las principales obras de Fichte es 'Wissenschaftslehre', que, tras la analogía de tecnología ... traducimos como epistemología'.

La palabra epistemología fue introducida propiamente en la literatura filosófica anglófona por el filósofo escocés James Frederick Ferrier en 1854, que la utilizó en su Institutes of Metaphysics:

Esta sección de la ciencia se denomina propiamente Epistemología -la doctrina o teoría del conocer, así como la ontología es la ciencia del ser... Responde a la pregunta general, '¿Qué es el conocimiento y lo conocido?'-o más brevemente, '¿Qué es el conocimiento?'

Es importante señalar que el término francés épistémologie se utiliza con un significado diferente y mucho más restringido que el término inglés "epistemology", siendo utilizado por los filósofos franceses para referirse únicamente a la filosofía de la ciencia. Por ejemplo, Émile Meyerson abría su obra Identidad y Realidad, escrita en 1908, con la observación de que la palabra se está haciendo corriente como equivalente a la filosofía de las ciencias. Desde la tradición francesa, la epistemología no se orienta al estudio de los fundamentos del conocimiento, como lo hace la tradición anglosajona, sino que se refiere especialmente al análisis de las condiciones de producción del conocimiento científico, fundamentalmente desde el estudio histórico, planteado en dos sentidos: como historia de la epistemología o como epistemología histórica. Es decir, como la reconstrucción y evaluación de los argumentos pasados tal como se presentan en la tradición científica o filosófica (historia de la epistemología), o como el estudio del surgimiento de nuevos conceptos u objetos de estudio desde el análisis de las prácticas investigativas, en lugar de los argumentos (epistemología histórica).

## Naturalización de la epistemología
El filósofo del siglo XX Willard Van Orman Quine propuso con respecto a la epistemología o teoría del conocimiento lo que él llamó la "naturalización" de la misma (del inglés, "epistemology naturalized"). Quine observó y señaló que los enfoques tradicionales de justificar qué llamamos "conocimiento" antes de haber pasado por materia de la ciencia natural (empresa que es inherentemente falibilista y crítica (es decir, revisable) en su enfoque), y particularmente antes de áreas tales como neurociencias y psicología de los procesos involucrados en la cognición, es un enfoque dogmático e indefendible, pues es apriorístico y, de esa manera, contrario al enfoque a posteriori que caracteriza a la ciencia moderna, de carácter, como ya se ha dicho, falibilista y evolutivo (es decir, sin rechazo a perfeccionar y evolucionar en las tesis que se sostienen).
Así, esta propuesta aboga por que las tesis que se sostengan en materia de teoría del conocimiento y sus pormenores se evalúen siempre de la mano de las citadas ciencias de la cognición a posteriori, y no separadamente de ellas, de una manera pragmática, entendiendo que ello implica que tales tesis son, en el fondo, tan falibles y revisables como las de cualquier otra área de la empresa general de la ciencia.
Tal propuesta se enmarca y su nacimiento puede entenderse mejor en el marco de una crítica (es decir, evaluación) pragmatista por parte de Quine del empirismo positivista prominente en su época, representado por filósofos como Rudolf Carnap y otros del así llamado Círculo de Viena.